# Prefektura Kjóto

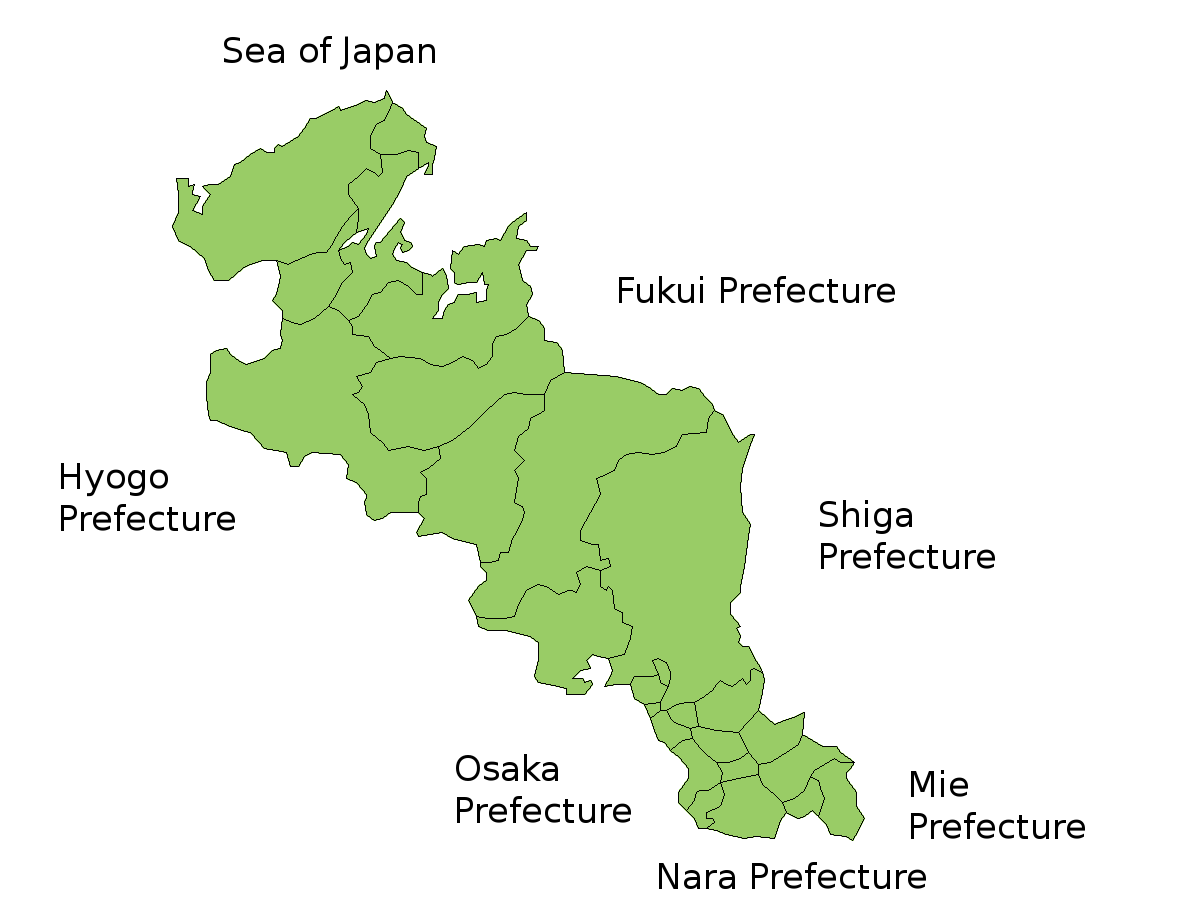
Mapa prefektury Kjóto

Prefektura Kjóto (japonsky: 京都府; Kjóto-fu) je jednou ze 47 prefektur Japonska. Je součástí regionu Kansai na ostrově Honšú. Hlavním a zdaleka nejvýznamnějším městem prefektury je Kjóto.

## Historie
Po většinu své historie bylo město Kjóto sídlem císaře, a tedy hlavním městem Japonska. Historie města sahá až do 6. století našeho letopočtu. Hlavním městem se stalo roku 794, kdy se sem císař přesunul z dřívějšího sídla ve městě Nagaoka-kjó; a zůstalo jím až do roku 1868, kdy se po pádu šógunátu Tokugawa a reformách Meidži císař přesunul do Tokia.
Přestože značná část Japonska utrpěla při americkém bombardování během druhé světové války značné škody, Kjóto a jeho jedinečné kulturní historické památky zůstaly ušetřeny. Díky tomu je dnes Kjóto jedním z nejzachovalejších japonských měst.

## Geografie
Kjóto se nachází téměř uprostřed Japonska. Prefektura má rozlohu 4 612,71 km², což je 1,2 % z území Japonska; v pořadí podle velikosti zaujímá 31. pozici. Ze severu je omývána vodami Japonského moře, tamtéž sousedí s prefekturou Fukui. Na východě sousedí s prefekturami Mie a Šiga, na jihu s prefekturami Ósaka a Nara a konečně na západě s prefekturou Hjógo. Prefektura je uprostřed rozdělena pohořím Tanba (丹波高地 Tanba kóči), proto je na jihu a na severu prefektury rozdílné klima.

### Města
V prefektuře Kjóto leží 15 velkých měst (市, ši):
| - Ajabe (綾部) - Džójó (城陽) - Fukučijama (福知山) - Jawata (八幡) - Kameoka (亀岡) | - Kizugawa (木津川) - Kjótanabe (京田辺) - Kjótango (京丹後) - Kjóto (京都 hlavní město) - Maizuru (舞鶴) | - Mijazu (宮津) - Mukó (向日) - Nagaoka-kjó (長岡京) - Nantan (南丹) - Udži (宇治) |

## Demografie
Na území prefektury žije (podle sčítání lidu z roku 2005) 2 647 523 obyvatel.

## Ekonomika
Samotné město Kjóto je silně závislé na turistickém ruchu. Na severu prefektury (na poloostrově Tango - 丹後半島 Tango hantó) je dominantní rybolov a vodní doprava, na jihu je nosným odvětvím zemědělství a lesnictví.

## Turistika
Město Kjóto je jedním z nejpopulárnějších turistických cílů v Japonsku, protože právě v tomto regionu se nachází nejvíce kulturních a historických památek.
Pořádá se zde mnoho festivalů, z nejznámějších např. Aoi Macuri (葵祭), který má tradici již od roku 544. Téměř každý chrám pořádá nějakou slavnost, a mnoho z nich je přístupno i pro veřejnost.